# World Series of Poker 1978
Le World Series of Poker 1978 furono la nona edizione della manifestazione. Si tennero dal 7 al 22 maggio presso il casinò Binion's Horseshoe di Las Vegas.
Il vincitore del Main Event fu Bobby Baldwin.
Per la prima volta nella storia delle WSOP venne adottata la formula che prevedeva la suddivisione del montepremi di ciascun evento tra più giocatori. Fino ad allora infatti il montepremi veniva assegnato interamente al vincitore. Si decise che per ogni evento il montepremi sarebbe stato così suddiviso: 50% al primo, 20% al secondo, 15% al terzo, 10% al quarto e 5% al quinto.

## Eventi preliminari
| Evento                                    | Vincitore          | Premio  | Ultimo giocatore eliminato |
| ----------------------------------------- | ------------------ | ------- | -------------------------- |
| $10.000 Deuce to Seven Draw               | Billy Baxter       | $90.000 | Sconosciuto                |
| $1.000 Seven Card Razz                    | Gary Berland       | $19.200 | Sconosciuto                |
| $500 Seven Card Stud                      | Gary Berland       | $17.100 | Sconosciuto                |
| $5.000 Seven Card Stud                    | Doyle Brunson      | $68.000 | Sconosciuto                |
| $1.000 No Limit Hold'em                   | Aubrey Day         | $42.600 | Sconosciuto                |
| $200 Seven Card Stud riservato alle donne | Terry King         | $10.080 | Sconosciuto                |
| $5.000 Draw High                          | Lakewood Louie     | $21.000 | Sconosciuto                |
| $1.500 No Limit Hold'em                   | Hans "Tuna" Lund   | $46.800 | Sconosciuto                |
| $1.000 Seven Card StudSplit               | David "Chip" Reese | $22.200 | Sconosciuto                |
| $1.000 Ace to Five Draw                   | Henry Young        | $19.200 | Gary Berland               |

## Main Event
I partecipanti al Main Event furono 42. Ciascuno di essi pagò un buy-in di 10.000 dollari.
Nel primo giorno di gioco del Main Event furono eliminati tutti i vincitori delle prime otto edizioni: Johnny Moss, Thomas "Amarillo Slim" Preston, Walter "Puggy" Pearson, Brian "Sailor" Roberts e Doyle Brunson.

### Tavolo finale
| Piazzamento | Nome               | Premio   |
| ----------- | ------------------ | -------- |
| 1°          | Bobby Baldwin      | $210.000 |
| 2°          | Crandell Addington | $84.000  |
| 3°          | Louis Hunsucker    | $63.000  |
| 4°          | Buck Buchanan      | $42.000  |
| 5°          | Jesse Alto         | $21.000  |
| 6°          | Ken Smith          | $0       |